# Zorocrates guerrerensis
Zorocrates guerrerensis is een spinnensoort uit de familie Zoropsidae. De soort komt voor in Mexico.